# Гутьеррес, Ким
Ким Гутьеррес (исп. Quim Gutiérrez), он же Хоаким Гутьеррес Илья (исп. Joaquim Gutiérrez Ylla; род. 27 марта 1981, Барселона, Испания) — испанский актёр. Лауреат премии «Гойя» (2006).

## Биография
Родился 27 марта 1981 года в Барселоне в семье школьной учительницы и университетского профессора. Обучался в театральной школе Нэнси Туньон. В 1994 году снялся в сериале «Побленоу». С 2000 по 2005 год снимался в сериале «Сердце города». В этот период также снялся в нескольких телевизионных фильмах, таких, как «Вирхиния, монахиня из Монцы» (2004).
В кино дебютировал в 2006 году в драме «Без тебя» режиссёра Аны Фернандес. В том же году сыграл в картине «Тёмносинийпочтичёрный» режиссёра Даниэля Санчеса-Аревало. За роль в этом фильме получил премию «Гойя» в номинации «Лучший мужской актёрский дебют».
В 2008 году снялся в историческом фильме «Майская кровь» режиссёра Хосе Луиса Гарси; в 2010 году сыграл в картине «Ещё один час на Канарских островах» режиссёра Давида Серрано де ла Пенья. В следующем году снялся в комедии «Кузены». Это была его вторая работа с режиссёром Даниэлем Санчесом-Аревало. В 2011 году сыграл в триллерах «Тёмная сторона» и «Последние дни». В 2012 году сыграл в экранизации романа Мануэля Риваса «Всё есть молчание».
В 2017 году Гутьеррес сыграл в ещё одной экранизации романа Лоренсо Сильвы «Туман и дева». В 2014—2016 годах актёр снялся в ряде комедий. За роль в фильме «Анаклето: секретный агент» он удостоился приза в номинации «Лучшая мужская роль» на Фестивале комедийного кино в Монте-Карло в 2016 году.
По приглашению Риккардо Тиши, креативного директора дома «Живанши», Гутьеррес был официальным лицом этого дома во время рекламной кампании сезона осень / зима 2013. Актёр не женат; состоит в отношениях с Паулой Вильемс.

## Фильмография
| Год  | Фильм                         | Оригинальное название          | Роль              | Режиссёр                   |
| ---- | ----------------------------- | ------------------------------ | ----------------- | -------------------------- |
| 2006 | «Тёмносинийпочтичёрный»       | AzulOscuroCasiNegro            | Хорхе             | Даниэль Санчес-Аревало     |
| 2008 | «Майская кровь»               | Sangre de mayo                 | Габриэль          | Хосе Луис Гарси            |
| 2011 | «Кузены»                      | Primos                         | Диего             | Даниэль Санчес-Аревало     |
| 2011 | «Тёмная сторона»              | La cara oculta                 | Адриан            | Андрес Баис                |
| 2011 | «Последние дни»               | Los Últimos Días               | Марк              | Давид Пастор, Алекс Пастор |
| 2013 | «Ещё 3 свадьбы»               | 3 bodas de más                 | Хонас             | Хавьер Руис-Кальдеро       |
| 2013 | «Кто убил Бамби»              | ¿Quién mató a Bambi?           | Давид             | Сантьяго Амодео            |
| 2013 | «Большая испанская семья»     | La gran familia española       | Калеб             | Даниэль Санчес-Аревало     |
| 2013 | «Эпидемия»                    | Los últimos días               | Марк              | Давид Пастор, Алекс Пастор |
| 2014 | «Жёлтые глаза крокодилов»     | Les Yeux jaunes des crocodiles | Лука Джампаоли    | Катерине Пансоль           |
| 2014 | «Лёгкий секс, грустные видео» | Sexo fácil, películas tristes  | Виктор Монтеро    | Алехо Фла                  |
| 2015 | «Анаклето: секретный агент»   | Anacleto: agente secreto       | Адольфо           | Хавьер Руис Кальдера       |
| 2017 | «Абракадабра»                 | Abracadabra                    | Тито              | Пабло Берхер               |
| 2017 | «Туман и дева»                | La Niebla y La Doncella        | сержант Бевилаква | Андрес Коппель             |
| 2021 | «Круиз по джунглям»           | Jungle Cruise                  | Мелчор            | Жауме Кольет-Серра         |

## Награды
Информация предоставлена кинобазой Internet Movie Database:
| Награда                                    | Год  | Категория                        | Фильм                       | Итог   |
| ------------------------------------------ | ---- | -------------------------------- | --------------------------- | ------ |
| „Премия «Гойя»“                            | 2007 | „Лучший мужской актёрский дебют“ | „Тёмносинийпочтичёрный“     | Победа |
| „Фестиваль комедийного кино в Монте-Карло“ | 2016 | „Лучшая мужская роль“            | „Анаклето: секретный агент“ | Победа |